# Hermann Blankenstein
Hermann Wilhelm Albert Blankenstein (Grafenbrück, 10 gennaio 1829 – Berlino, 6 marzo 1910) è stato un architetto tedesco.

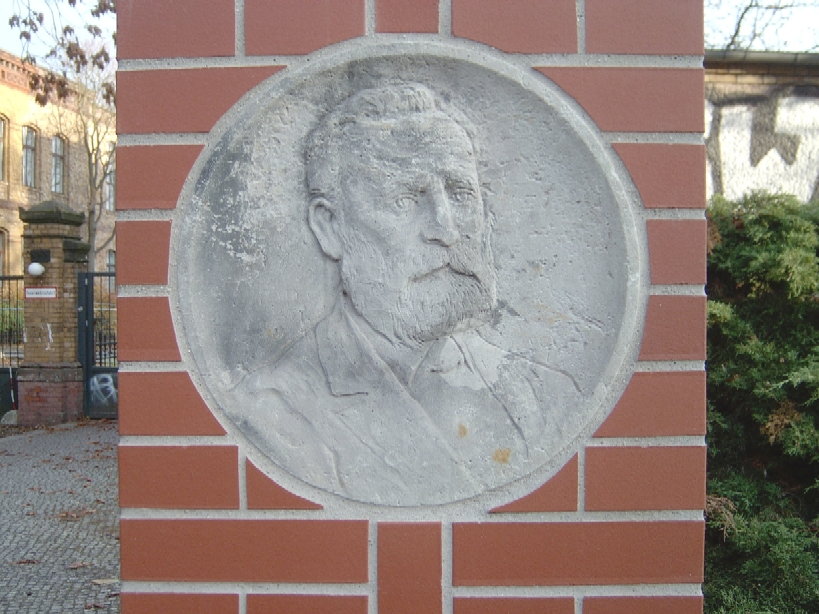
Bassorilievo di Hermann Blankenstein.

Ha lavorato progettando la Chiesa luterana di Berlino, progettato vari edifici nel quartiere berlinese di Schöneberg (fra cui la Zwölf-Apostel-Kirche) e sull'Alexanderplatz, disegnato la Markthalle e il Ginnasio Askanisches e diretto per un certo periodo la ristrutturazione del Castello di Malbork.